# 尹汝貞獲獎與提名列表
尹汝貞是一名韓國女演員，1971年憑藉電影處女作《火女》獲得西班牙錫切斯影展與韓國青龍電影獎的女主角獎，以及韓國大鐘獎與釜日電影獎的新人獎。1992年以韓劇《糞禮記》獲得韓國放送大獎與SBS演技大獎。
2003年至2004年間，演出入圍第60屆威尼斯影展正式競賽單元的《風流家族》，其演出獲得釜山電影評論家協會獎與大韓民國電影大獎的肯定，並三度入圍大鐘獎。2010年，憑藉新版《下女》再度獲得青龍電影獎、大鐘獎與釜日電影獎，並拿下亞洲電影大獎最佳女配角獎。
2016年至2017年間，以《神女觀音》第三度獲得釜日電影獎，並受到加拿大奇幻國際電影節、澳洲亞洲太平洋電影獎以及韓國年度女性電影人獎的肯定，也是首次入圍韓國百想藝術大獎。
2020年至2021年間，在美國電影《夢想之地》中的演出獲得廣大的好評，成為首位獲得奧斯卡金像獎與英國電影學院獎的韓國籍演員，以及首位獲美國演員工會獎電影個人獎的亞洲演員，另外奪得獨立精神獎，以及國家評論協會、國家影評人協會、波士頓影評人協會、洛杉磯影評人協會、舊金山影評人協會等數個影評人協會獎，於該影獎季收獲超過40座最佳女配角獎。

## 獲獎記錄
| 年度 | 大獎                                      | 獎項                            | 作品                                     | 結果   |
| ---- | ----------------------------------------- | ------------------------------- | ---------------------------------------- | ------ |
| 1969 | TBC演技大賞                               | 新人藝人賞                      | 《熊先生》                               | 獲獎   |
| 1971 | 第4屆錫切斯影展                           | 最佳女主角                      | 《火女》                                 | 獲獎   |
| 1971 | 第8屆青龍電影獎                           | 女主角賞                        | 《火女》                                 | 獲獎   |
| 1971 | 第10屆大鐘獎                              | 新人賞                          | 《火女》                                 | 獲獎   |
| 1972 | 第15屆釜日電影獎                          | 優秀新人賞                      | 《火女》                                 | 獲獎   |
| 1985 | 第24屆大鐘獎                              | 女主角賞                        | 《母性》                                 | 提名   |
| 1992 | 第19屆韓國放送大獎                        | 女子藝人賞                      | 《糞禮記》                               | 獲獎   |
| 1992 | SBS明星賞                                 | 熱演賞                          | 《糞禮記》                               | 獲獎   |
| 2003 | 第4屆釜山電影評論家協會獎                 | 女配角賞                        | 《風流家族》                             | 獲獎   |
| 2003 | 第2屆大韓民國電影大獎                     | 女配角賞                        | 《風流家族》                             | 獲獎   |
| 2004 | 第41屆大鐘獎                              | 女配角賞                        | 《風流家族》                             | 提名   |
| 2004 | 第3屆大韓民國電影大獎                     | 女配角賞                        | 《》                                     | 提名   |
| 2005 | KBS演技大獎                               | 獨幕劇／特輯劇部門 女子演技賞   | 《成為流行歌》                           | 獲獎   |
| 2010 | 第18屆春史電影獎                          | 女配角賞                        | 《下女》                                 | 獲獎   |
| 2010 | 第11屆釜山電影評論家協會獎                | 女子演技者賞                    | 《下女》 《愛情，說來可笑》 《女演員們》 | 獲獎   |
| 2010 | 第19屆釜日電影獎                          | 女配角賞                        | 《下女》                                 | 獲獎   |
| 2010 | 第47屆大鐘獎                              | 女配角賞                        | 《下女》                                 | 獲獎   |
| 2010 | 第8屆大韓民國電影大獎                     | 女配角賞                        | 《下女》                                 | 獲獎   |
| 2010 | 第31屆青龍電影獎                          | 女配角賞                        | 《下女》                                 | 獲獎   |
| 2010 | 第12屆馬尼拉國際電影節                    | 國際競賽最佳女主角              | 《下女》                                 | 獲獎   |
| 2011 | 第8屆MaxMovie最佳電影獎                   | 女子演員賞                      | 《下女》                                 | 提名   |
| 2011 | 第8屆MaxMovie最佳電影獎                   | 女子配角演員賞                  | 《下女》                                 | 獲獎   |
| 2011 | 第5屆亞洲電影大獎                         | 最佳女配角                      | 《下女》                                 | 獲獎   |
| 2012 | 第21屆釜日電影獎                          | 女配角賞                        | 《金錢的味道》                           | 提名   |
| 2012 | 第5屆韓國電視劇節                         | 大賞                            | 《順藤而上的你》                         | 提名   |
| 2012 | KBS演技大獎                               | 女子最優秀演技賞                | 《順藤而上的你》                         | 提名   |
| 2012 | KBS演技大獎                               | 長篇電視劇部門 女子優秀演技賞   | 《順藤而上的你》                         | 獲獎   |
| 2013 | 第50屆大鐘獎                              | 女主角賞                        | 《高齡化家族》                           | 提名   |
| 2014 | KBS演技大獎                               | 女子最優秀演技賞                | 《真是好時節》                           | 提名   |
| 2015 | 第8屆首爾老人電影節（서울노인영화제）                   | 韓國最佳演員                    | 韓國最佳演員                             | 獲獎   |
| 2016 | 第20屆奇幻國際電影節                      | 黑馬獎最佳女主角                | 《神女觀音》                             | 獲獎   |
| 2016 | 第10屆亞洲太平洋電影獎                    | 最佳女演員                      | 《神女觀音》                             | 提名   |
| 2016 | 第10屆亞洲太平洋電影獎                    | 評審團大獎                      | 《神女觀音》                             | 獲獎   |
| 2016 | 第37屆青龍電影獎                          | 女主角賞                        | 《神女觀音》                             | 提名   |
| 2016 | 第17屆年度女性電影人獎                    | 年度女性電影人賞                | 《神女觀音》                             | 獲獎   |
| 2016 | 第53屆大鐘獎                              | 女主角賞                        | 《季春奶奶》                             | 提名   |
| 2017 | 第4屆野花電影獎                           | 女主角賞                        | 《神女觀音》                             | 提名   |
| 2017 | 第53屆百想藝術大獎                        | 電影部門 女子最優秀演技賞       | 《神女觀音》                             | 提名   |
| 2017 | 第53屆百想藝術大獎                        | 電影部門 女子人氣賞             | 《神女觀音》                             | 提名   |
| 2017 | 第22屆春史電影獎                          | 女主角賞                        | 《神女觀音》                             | 提名   |
| 2017 | 第26屆釜日電影獎                          | 女主角賞                        | 《神女觀音》                             | 獲獎   |
| 2017 | 第17屆大韓民國青少年電影節                | 人氣電影人－大賞 元老演員       | 人氣電影人－大賞 元老演員                | 獲獎   |
| 2017 | 第8屆大韓民國大眾文化藝術獎               | 銀冠文化勳章                    | 銀冠文化勳章                             | 獲獎   |
| 2020 | 第29屆釜日電影獎                          | 女配角賞                        | 《福氣啦！燦實》                         | 提名   |
| 2020 | 米德爾堡電影節                            | 整體演出獎                      | 《夢想之地》                             | 獲獎   |
| 2020 | 第1屆日暮協會獎                           | 最佳女配角                      | 《夢想之地》                             | 獲獎   |
| 2020 | 第1屆日暮協會獎                           | 最佳整體演出                    | 《夢想之地》                             | 提名   |
| 2020 | 第41屆波士頓影評人協會獎                  | 最佳女配角                      | 《夢想之地》                             | 獲獎   |
| 2020 | 第41屆波士頓影評人協會獎                  | 最佳整體演出                    | 《夢想之地》                             | 亚军   |
| 2020 | 第46屆洛杉磯影評人協會獎                  | 最佳女配角                      | 《夢想之地》                             | 獲獎   |
| 2020 | 第7屆韓國電影製作人協會獎                 | 女配角賞                        | 《福氣啦！燦實》                         | 獲獎   |
| 2020 | 第33屆芝加哥影評人協會獎                  | 最佳女配角                      | 《夢想之地》                             | 提名   |
| 2020 | 第25屆佛羅里達影評人協會獎                | 最佳女配角                      | 《夢想之地》                             | 亚军   |
| 2020 | 第25屆佛羅里達影評人協會獎                | 最佳整體演出                    | 《夢想之地》                             | 提名   |
| 2020 | 第12屆印第安納電影記者協會獎              | 最佳女配角                      | 《夢想之地》                             | 亚军   |
| 2020 | 第12屆印第安納電影記者協會獎              | 最佳整體演出                    | 《夢想之地》                             | 提名   |
| 2020 | 第3屆大西紐約影評人協會獎                 | 最佳女配角                      | 《夢想之地》                             | 獲獎   |
| 2021 | 第5屆芝加哥獨立影評人獎                   | 最佳女配角                      | 《夢想之地》                             | 提名   |
| 2021 | 第5屆芝加哥獨立影評人獎                   | 最佳整體演出                    | 《夢想之地》                             | 提名   |
| 2021 | 第14屆女性電影記者聯盟獎                  | 最佳女配角                      | 《夢想之地》                             | 獲獎   |
| 2021 | 第9屆北卡羅萊納州影評人協會獎             | 最佳女配角                      | 《夢想之地》                             | 獲獎   |
| 2021 | 第15屆奧克拉荷馬影評人協會獎              | 最佳女配角                      | 《夢想之地》                             | 獲獎   |
| 2021 | 第19屆哥倫布影評人協會獎                  | 最佳女配角                      | 《夢想之地》                             | 獲獎   |
| 2021 | 第19屆哥倫布影評人協會獎                  | 最佳整體演出                    | 《夢想之地》                             | 提名   |
| 2021 | 第55屆國家影評人協會獎                    | 最佳女配角                      | 《夢想之地》                             | 第三名 |
| 2021 | 第2屆討論電影影評人獎                     | 最佳電影女配角                  | 《夢想之地》                             | 獲獎   |
| 2021 | 第30屆哥譚獨立電影獎                      | 最佳女演員                      | 《夢想之地》                             | 提名   |
| 2021 | 第3屆音樂之城影評人協會獎                 | 最佳女配角                      | 《夢想之地》                             | 獲獎   |
| 2021 | 第25屆聖地牙哥影評人協會獎                | 最佳女配角                      | 《夢想之地》                             | 獲獎   |
| 2021 | 第2屆北達科他電影協會獎                   | 最佳女配角                      | 《夢想之地》                             | 亚军   |
| 2021 | 第17屆聖路易斯影評人協會獎                | 最佳女配角                      | 《夢想之地》                             | 獲獎   |
| 2021 | 第12屆丹佛影評人協會獎                    | 最佳女配角                      | 《夢想之地》                             | 提名   |
| 2021 | 第14屆休士頓影評人協會獎                  | 最佳女配角                      | 《夢想之地》                             | 提名   |
| 2021 | 第19屆舊金山灣區影評人協會獎              | 最佳女配角                      | 《夢想之地》                             | 獲獎   |
| 2021 | 第10屆黑人影評人協會獎                    | 最佳女配角                      | 《夢想之地》                             | 獲獎   |
| 2021 | 第5屆新墨西哥影評人協會獎                 | 最佳女配角                      | 《夢想之地》                             | 獲獎   |
| 2021 | 第5屆新墨西哥影評人協會獎                 | 最佳整體演出                    | 《夢想之地》                             | 獲獎   |
| 2021 | 第55屆堪薩斯城影評人協會詹姆斯·魯岑希澤獎 | 最佳女配角                      | 《夢想之地》                             | 獲獎   |
| 2021 | 第1屆黃金名單                             | 最佳女配角                      | 《夢想之地》                             | 獲獎   |
| 2021 | 第24屆線上影評人協會獎                    | 最佳女配角                      | 《夢想之地》                             | 提名   |
| 2021 | 第92屆國家評論協會獎                      | 最佳女配角                      | 《夢想之地》                             | 獲獎   |
| 2021 | 第20屆紐約線上影評人協會獎                | 最佳女配角                      | 《夢想之地》                             | 獲獎   |
| 2021 | 第16屆北德州影評人協會獎                  | 最佳女配角                      | 《夢想之地》                             | 獲獎   |
| 2021 | 第4屆亞特蘭大影評人協會獎                 | 最佳女配角                      | 《夢想之地》                             | 亚军   |
| 2021 | 第24屆多倫多影評人協會獎                  | 最佳女配角                      | 《夢想之地》                             | 亚军   |
| 2021 | 第19屆華盛頓特區影評人協會獎              | 最佳女配角                      | 《夢想之地》                             | 獲獎   |
| 2021 | 第19屆華盛頓特區影評人協會獎              | 最佳整體演出                    | 《夢想之地》                             | 提名   |
| 2021 | 第26屆達拉斯—沃斯堡影評人協會獎           | 最佳女配角                      | 《夢想之地》                             | 第二名 |
| 2021 | 第19屆猶他影評人協會獎                    | 最佳女配角                      | 《夢想之地》                             | 亚军   |
| 2021 | 第25屆衛星獎                              | 最佳電影女配角                  | 《夢想之地》                             | 提名   |
| 2021 | 第5屆西雅圖影評人協會獎                   | 最佳女配角                      | 《夢想之地》                             | 獲獎   |
| 2021 | 第18屆愛荷華影評人協會獎                  | 最佳女配角                      | 《夢想之地》                             | 獲獎   |
| 2021 | 第18屆國際電影愛好者協會獎                | 最佳女配角                      | 《夢想之地》                             | 亚军   |
| 2021 | 第29屆東南影評人協會獎                    | 最佳女配角                      | 《夢想之地》                             | 獲獎   |
| 2021 | 第21屆溫哥華影評人協會獎                  | 最佳女配角                      | 《夢想之地》                             | 獲獎   |
| 2021 | 第32屆棕櫚泉國際電影獎                    | 聚光燈獎－女演員                | 《夢想之地》                             | 獲獎   |
| 2021 | 第4屆女性影評人線上協會獎                 | 最佳女配角                      | 《夢想之地》                             | 獲獎   |
| 2021 | 第4屆女性影評人線上協會獎                 | 最佳整體演出                    | 《夢想之地》                             | 提名   |
| 2021 | 第21屆鳳凰城影評人協會獎                  | 最佳女配角                      | 《夢想之地》                             | 獲獎   |
| 2021 | 第20屆美國退休人員協會成人電影獎          | 最佳女配角                      | 《夢想之地》                             | 提名   |
| 2021 | 第4屆好萊塢影評人協會電影獎               | 最佳女配角                      | 《夢想之地》                             | 獲獎   |
| 2021 | 第26屆評論家選擇電影獎                    | 最佳女配角                      | 《夢想之地》                             | 提名   |
| 2021 | 第26屆評論家選擇電影獎                    | 最佳整體演出                    | 《夢想之地》                             | 提名   |
| 2021 | 第3屆拉美裔娛樂電影獎                     | 最佳女配角                      | 《夢想之地》                             | 獲獎   |
| 2021 | 第3屆拉美裔娛樂電影獎                     | 最佳整體演出                    | 《夢想之地》                             | 提名   |
| 2021 | 第14屆底特律影評人協會獎                  | 最佳女配角                      | 《夢想之地》                             | 獲獎   |
| 2021 | 第14屆底特律影評人協會獎                  | 最佳整體演出                    | 《夢想之地》                             | 獲獎   |
| 2021 | 第10屆喬治亞影評人協會獎                  | 最佳女配角                      | 《夢想之地》                             | 獲獎   |
| 2021 | 第10屆喬治亞影評人協會獎                  | 最佳整體演出                    | 《夢想之地》                             | 提名   |
| 2021 | 第7屆鳳凰城影評圈獎                       | 最佳女配角                      | 《夢想之地》                             | 獲獎   |
| 2021 | 第17屆奧斯汀影評人協會獎                  | 最佳女配角                      | 《夢想之地》                             | 獲獎   |
| 2021 | 第17屆奧斯汀影評人協會獎                  | 最佳整體演出                    | 《夢想之地》                             | 獲獎   |
| 2021 | 第1屆國際影評人協會                       | 最佳女配角                      | 《夢想之地》                             | 亚军   |
| 2021 | 第1屆國際影評人協會                       | 最佳整體演出                    | 《夢想之地》                             | 亚军   |
| 2021 | 第25屆線上電影與電視協會獎                | 最佳女配角                      | 《夢想之地》                             | 提名   |
| 2021 | 第25屆線上電影與電視協會獎                | 最佳整體演出                    | 《夢想之地》                             | 提名   |
| 2021 | 第27屆美國演員工會獎                      | 最佳女配角                      | 《夢想之地》                             | 獲獎   |
| 2021 | 第27屆美國演員工會獎                      | 最佳電影整體演出                | 《夢想之地》                             | 提名   |
| 2021 | 第74屆英國電影學院獎                      | 最佳女配角                      | 《夢想之地》                             | 獲獎   |
| 2021 | 第7屆下個最佳影片電影獎                   | 最佳整體演出                    | 《夢想之地》                             | 提名   |
| 2021 | 第7屆下個最佳影片電影獎                   | 最佳女配角                      | 《夢想之地》                             | 獲獎   |
| 2021 | 第1屆明尼蘇達影評人聯盟                   | 最佳女配角                      | 《夢想之地》                             | 獲獎   |
| 2021 | 第12屆道林獎                              | 最佳電影演出－女配角            | 《夢想之地》                             | 獲獎   |
| 2021 | 第19屆金賽電影獎                          | 最佳女配角                      | 《夢想之地》                             | 獲獎   |
| 2021 | 第19屆金賽電影獎                          | 最佳整體演出                    | 《夢想之地》                             | 提名   |
| 2021 | 第19屆金賽電影獎                          | 最佳突破表演者                  | 《夢想之地》                             | 提名   |
| 2021 | 第36屆獨立精神獎                          | 最佳女配角                      | 《夢想之地》                             | 獲獎   |
| 2021 | 第93屆奧斯卡金像獎                        | 最佳女配角                      | 《夢想之地》                             | 獲獎   |
| 2021 | 年度品牌大賞                              | 人物·文化部門 女子演員          | 人物·文化部門 女子演員                   | 獲獎   |
| 2021 | 第12屆大韓民國大眾文化藝術獎              | 金冠文化勳章                    | 金冠文化勳章                             | 獲獎   |
| 2021 | 第26屆春史電影獎                          | 女配角賞                        | 《福氣啦！燦實》                         | 提名   |
| 2021 | 第16屆都柏林影評人協會                    | 最佳女演員                      | 《夢想之地》                             | 第十名 |
| 2021 | Next Entertainment 2021年遠見獎           | Next Entertainment 2021年遠見獎 | Next Entertainment 2021年遠見獎          | 獲獎   |
| 2022 | 第17屆大阪電影節                          | 外國電影女配角獎                | 《夢想之地》                             | 獲獎   |
| 2022 | 金賽電視獎                                | 最佳劇情類女配角                | 《柏青哥》                               | 獲獎   |
| 2022 | 第26屆線上電影與電視協會電視獎            | 劇情類影集最佳女配角            | 《柏青哥》                               | 提名   |
| 2023 | 第38屆獨立精神獎                          | 最佳新有腳本系列整體演出        | 《柏青哥》                               | 獲獎   |

## 外部連結
- 尹汝貞在韩国电影数据库（KMDb）上的資料（韓語）
- 尹汝貞在互联网电影资料库（IMDb）上的資料（英文）
- 尹汝貞 （页面存档备份，存于）在NAVER上的資料